# Перенесення пам'яті
Перенесення пам'яті — гіпотеза, яка в 1960-1970-х роках розглядала можливість перенесення пам'яті між організмами одного виду за допомогою молекул  білка або РНК. Теорія розглядалася в багатьох країнах світу, включно з СРСР. Деякі експерименти були опубліковані у вельми авторитетних журналах (Nature), але згодом названі авторами розіграшами[джерело?].

## Загальні парадигми теорій і гіпотез
Існувала думка, що інформація, і, зокрема, пам'ять може зберігатися у тварин у вигляді специфічних молекул білка або РНК і можуть передаватися іншим особинам перенесенням саме цих молекул. Зокрема була думка, що для кожного спогаду є своя молекула. Ці уявлення втратили актуальність після усвідомлення того, що пам'ять формується стійкими міжнейронними контактами.

## Гіпотеза Хідена
У 1950-х роках біохімік Г. Хіден з  Швеції встановив зв'язок між ступенем вироблення рухових навичок і вмістом РНК в нейронах відповідних моторних центрів. Він виявив, що в процесі навчання зміст РНК в нейронах тварин, яких навчають, помітно підвищувався. Також Хіден встановив, що в організмі найбільш активними продуцентами РНК є нейрони, а в одній нервовій клітині вміст РНК може бути в межах від 20 до 20 000 пікограмів. На підставі цього Хіден висловив припущення, що саме молекула РНК є головним нейрохімічним субстратом пам'яті.

## Досліди Мак-Коннелла
У середині 1950-х років американський зоопсихолог Джеймс Мак-Коннелл вивчав поведінку планарій, намагаючись виробити у них умовні рефлекси на поєднання світла і роздратування електричним струмом. Також він вів спостереження за планаріями у Т-подібному лабіринті. Так як планарії здатні до регенерації, Мак-Коннелл розрізав поперек навчену повзати по лабіринту планарію і спостерігав збереження набутих навичок у обох регенерованих з половинок особин. Так як обидві нові особини демонстрували рівноцінну пам'ять, Мак-Коннелл припустив, що пам'ять зберігається не в  мозку безпосередньо, а передається за допомогою недиференційованих клітин-необластів, які служать для регенерації цілої особини.
Мак-Коннелл вважав, що безпосередніми носіями сліду пам'яті в  ЦНС є молекули РНК, і спробував довести це, поставивши експеримент щодо доцільності згодовування частин тіла планарій, навчених умовного рефлексу (реакції на світло), «ненавченим» черв'якам і спостерігаючи відтворення умовного рефлексу у «ненавчених». Численні спроби інших лабораторій відтворити дослід, в тому числі і прямими ін'єкціями РНК, не давали ніяких стійких результатів, і репутація Мак-Коннелла виявилася сильно підірваною.
В СРСР в науковому центрі біологічних досліджень в Пущиному спробували відтворити перший експеримент Мак-Коннелла і були вельми здивовані позитивним результатом, адже експеримент ставився з метою спростувати американського дослідника. Згодом було з'ясовано процес регенерації ЦНС планарій, і було показано, що в експерименті Мак-Коннелла планарії демонструють підвищену неспецифічну збудливість всієї нервової системи, яка і передається дочірнім особинам від поділу черва.

## Експерименти Унгара
У 1970-ті роки американський фізіолог  Д. Унгар висунув гіпотезу про зберігання спогадів в ЦНС у вигляді пептидів і білків, її основним положенням було «Один пептид — один акт поведінки»  і назвав його скотофобін. Пептид складається з 15 амінокислот. Для виділення синтезованого при навчанні пептиду від всіх інших пептидів мозку, Унгар в ході експерименту виробляв у щурів неприродний для них умовний рефлекс — уникнення темряви. Нетиповість рефлексу полягає в тому, що щур є нічною твариною і уникає світла і відкритих просторів (еозофобія і клаустрофілія). Як тільки щур залазив у нірку в клітці, йому завдавали удар струму. Зрештою у тварини формувався умовний рефлекс уникання темряви навіть без удару струмом. З мозку таких щурів було виділено особливий пептид, який ніколи не знаходили в мозку нормальних тварин в контрольній групі. Дані досить довго вважалися достовірними і навіть входили в наукові посібники. Однак, згодом з'ясувалося, що скотофобін не був молекулою пам'яті, виявилося, що за своєю структурою скотофобін схожий на молекулу АКТГ, яка також є неспецифічним продуктом формування пам'яті.
Скотофобін має наступну структуру
Н~ТГф-Асп-Асн-Асн-Глн-Глн-Глі-Ліз-Сер-Ала-Глн-ГлнТлі-Глі-Тир—NH2

## Виноски
1. ↑  Hyden. H., Egyhazi E. // Proc. Nat. Acad. Sci. USA, — 1964. -V. 52. — P. 1030
2. ↑  Hyden. H. // Human Mind. — Amsterdam, 1967. — Vol. 29.
3. 1 2 3  Андреянова Е. К., Бичева Е. А, Кондратенкова К. М., Кожушная К. М., Кошарная Р. С., Кулакова И. А., Мосяков А. С., Мишкина А. А., Подгорная О. А., Тимофеева М. В. Феномен памяти // Мат. морфология. Электронный мат. и медико-биол. журн. — 2007. — Т. 6. -Вып. 4. Архів оригіналу за 24 вересня 2015. Процитовано 20 липня 2014.
4. 1 2 3 4  Шейман И. М., Сахарова Н. В. История из жизни замечательных червей // Природа. — 2006. — № 9.
5. ↑  McConnell J.V. // J. Neurophysiol. — 1962. — V. 3. — Suppl.1. — P.542-548.
6. ↑  Block, R.A, and McConnell, J. V. Classically conditioned discrimination in the Planarian, Dugesia dorotocephala // Nature. — 1967. — Vol. 215. — Sept. 30. P. 1465-6.
7. ↑  10 заблуждений науки. Архів оригіналу за 15 травня 2010. Процитовано 20 липня 2014.
8. ↑  G. Ungara, A.L. Ungara, D.H. Malina, and D. Sarantakisa,[недоступне посилання з липня 2019] Brain peptides with opiate antagonist action: Their possible role in tolerance and dependence // Psychoneuroendocrinology. 1977. — Volume 2, Issue 1. — Pages 1-10
9. ↑  Нейрохимия (избранные разделы): Учебн. пособие / Прохорова М. И., Ещепко Н. Д., Туманова С. Ю., Осадчая Л. М., Флеров М. А. Под ред. М. И. Прохоровой — Л.; Изд-во Ленингр. ун-та, 1979.— 267 с. Архів оригіналу за 1 червня 2013. Процитовано 20 липня 2014.